# 大仙市議会
大仙市議会（だいせんしぎかい）は、秋田県大仙市に設置されている地方議会である。

## 概要

### 任期
4年

### 定数
24人

### 所在地
秋田県大仙市大曲花園町1-1
大仙市役所本庁舎

### 委員会
- 議会運営委員会
- 議会改革推進会議
- 議員定数等検討会議
- 議員全員協議会

#### 常任委員会
- 総務企画常任委員会
- 教育厚生常任委員会
- 産業建設常任委員会
- 広報広聴常任委員会

### 定例会
- 3月
- 6月
- 9月
- 12月

### 事務局
- 議会事務局
  - 庶務班
  - 議事班

## 会派
| 会派名       | 議員数 | 所属党派            | 議員名（◎は代表者）                                                  | 女性議員数 | 女性議員の比率(%) |
| ------------ | ------ | ------------------- | -------------------------------------------------------------------- | ---------- | ----------------- |
| 大地の会     | 8      | 自由民主党4 無所属4 | ◎鎌田正 金谷道男 大山利吉 佐藤育男 後藤健 山谷喜元 安達成年 青柳友哉 | 0          | 0                 |
| だいせんの会 | 7      | 自由民主党          | ◎高橋敏英 佐藤芳雄 古谷武美 石塚柏 橋村誠 髙橋徳久 戸嶋貴美子        | 1          | 14.28             |
| 新政会       | 5      | 自由民主党4 無所属1 | ◎渡邊秀俊 小松栄治 小笠原昌作 橋本琢史 本間輝男                      | 0          | 0                 |
| 公明党       | 2      | 公明党              | ◎秩父博樹 挽野利恵                                                   | 1          | 50                |
| 市民クラブ   | 1      | 無所属              | ◎佐藤隆盛                                                            | 0          | 0                 |
| 日本共産党   | 1      | 日本共産党          | ◎佐藤文子                                                            | 1          | 100               |
| 計           | 24     |                     |                                                                      | 3          | 12.5              |

## 定数の推移
「大仙市議会議員の定数を定める条例」によって定数が決められている。
- 2005年（平成17年）3月22日合併在任特例 - 145人
- 2005年（平成17年）3月28日第1回臨時会会議 - 145人→136人
- 2005年（平成17年）9月18日選挙 - 136人→30人
- 2013年（平成25年）9月22日選挙 - 30人→28人
- 2021年（令和3年）9月26日選挙 - 28人→24人

## 議会出身者
- 小山緑郎（秋田県議会議員・現職）